# Khánh Lộc
Khánh Lộc là một xã thuộc huyện Trần Văn Thời, tỉnh Cà Mau, Việt Nam.

## Địa lý
Xã Khánh Lộc nằm ở trung tâm huyện Trần Văn Thời, có vị trí địa lý:
- Phía đông giáp thị trấn Trần Văn Thời
- Phía tây giáp xã Khánh Hưng
- Phía nam giáp Sông Ông Đốc
- Phía bắc giáp xã Trần Hợi.

Xã Khánh Lộc có diện tích 28,39 km², dân số năm 2022 là 10.601 người, mật độ dân số đạt 373 người/km².

## Hành chính
Xã Khánh Lộc được chia thành 9 ấp: Đòn Dong, Độc Lập, Kinh Ngang, Kinh Tư, Rạch Ruộng A, Rạch Ruộng B, Rạch Ruộng C, Trảng Cò, Vườn Tre.

## Lịch sử
Ngày 25 tháng 7 năm 1979, Hội đồng Chính phủ ban hành Quyết định số 275-CP về việc thành lập xã Khánh Lộc trên cơ sở một phần của xã Trần Hội.
Ngày 5 tháng 9 năm 2005, Chính phủ ban hành Nghị định số 113/2005/NĐ-CP về việc thành lập xã Khánh Lộc trên cơ sở 2.478 ha diện tích tự nhiên và 8.215 người của xã Trần Hợi.